# Проучване на полезни изкопаеми
Проучването на полезни изкопаеми е процес на търсене на потенциални находища на полезни изкопаеми, предшестващ тяхното разработване.
Проучването се извършва чрез наблюдение за наличието на минерали, фосили, ценни метали и други геоложки признаци за наличието на находище. В миналото основен метод са преките наблюдения на минерализацията на скални откоси или отложения. Съвременните проучвания включват също използването на геоложки, геофизични и геохимични уреди за търсене на аномалии в геоложкия строеж, като по този начин по-подробните преки наблюдения могат да бъдат фокусирани върху по-ограничена перспективна зона.

## Методи
Геохимичните методи на проучване се базират на определяне на химичните елементи, съдържащи се в почвите, скалите, водите, растенията и приземната атмосфера. В близост до находището се образуват полета с повишено съдържание на търсени или придружаващи търсените елементи („ореол на разсейване“). Геохимичните методи за проучване могат да бъдат биогеохимични, газови, металометрически, хидрохимични.